# Белоголово
Белоголо́во — деревня в Шапкинском сельском поселении Тосненского района Ленинградской области.

## История
На карте Санкт-Петербургской губернии Я. Ф. Шмидта 1770 года упоминается деревня Белаголова.
На карте Санкт-Петербургской губернии Ф. Ф. Шуберта 1834 года обозначена безымянная деревня при озере Белоголовском.

БЕЛОГОЛОВА — деревня принадлежит наследникам генерала от инфантерии Александра Балашева, число жителей по ревизии: 19 м. п., 28 ж. п. (1838 год)

Согласно карте профессора С. С. Куторги 1852 года деревня называлась Белоголова.

БЕЛОГОЛОВО — деревня господина Балашева, по почтовому тракту и просёлочной дороге, число дворов — 6, число душ — 14 м. п. (1856 год)

Число жителей деревни по X-ой ревизии 1857 года: 18 м. п., 17 ж. п..

БЕЛОГОЛОВО — деревня владельческая при озере Белоголове, число дворов — 7, число жителей: 18 м. п., 16 ж. п. (1862 год)

Согласно подворной переписи 1882 года в деревне проживали 11 семей, число жителей: 27 м. п., 25 ж. п.; разряд крестьян — собственники земли.
В конце XIX — начале XX века деревня административно относилась к Шапкинской волости 1-го стана Шлиссельбургского уезда Санкт-Петербургской губернии.
Согласно военно-топографической карте Петроградской и Новгородской губерний издания 1917 года деревня называлась Белоголова.
С 1917 по 1921 год деревня Белоголово входила в состав Берёзовского сельсовета Шапкинской волости Шлиссельбургского уезда.
С 1922 года в составе Шапкинского сельсовета.
С 1923 года в составе Берёзовского сельсовета Лезьенской волости Ленинградского уезда.
С 1924 года вновь в составе Шапкинского сельсовета.
Согласно данным переписи населения СССР 1926 года в деревне Белоголова проживали 74 человека — все русские.
С февраля 1927 года в составе Ульяновской волости. С августа 1927 года в составе Колпинского района.
С 1930 года в составе Тосненского района.

План деревни Белоголово. 1931 год

Согласно топографической карте 1931 года деревня насчитывала 21 крестьянский двор.
По данным 1933 года деревня Белоголово входила в состав Шапкинского сельсовета Тосненского района.
В 1940 году население деревни Белоголово составляло 105 человек.
Деревня была освобождена от немецко-фашистских оккупантов 22 января 1944 года.
В 1958 году население деревни Белоголово составляло 51 человек.
По данным 1966, 1973 и 1990 годов деревня Белоголово также находилась в составе Шапкинского сельсовета.
В 1997 году в деревне Белоголово Шапкинской волости проживали 5 человек, в 2002 году — 15 человек (русские — 93 %).
В 2007 году в деревне Белоголово Шапкинского СП — 8 человек.

## География
Деревня расположена в северо-восточной части района на автодороге 41К-837 (подъезд к дер. Ерзуново), к востоку от автодороги 41К-004 и к северу от центра поселения, посёлка Шапки.
Расстояние до административного центра поселения — 4,5 км.
Расстояние до ближайшей железнодорожной станции Шапки — 5 км.
Деревня находится на левом берегу реки Мга.

## Демография
| 1862 | 2007 | 2010 | 2017 |
| ---- | ---- | ---- | ---- |
| 34   | ↘8   | ↗14  | ↘12  |

## Улицы
Дружный переулок, Ижорский проезд, Центральная.